# Jake Ford
Jake Ford jr. (Georgetown, 29 aprile 1945 – 19 maggio 1996) è stato un cestista statunitense, professionista nella NBA.

## Carriera
Venne selezionato dai Cincinnati Royals al quinto giro del Draft NBA 1969 (65ª scelta assoluta) e dai Seattle SuperSonics al secondo giro del Draft NBA 1970 (20ª scelta assoluta).